# ريان سكوت
ريان سكوت (بالإنجليزية: Ryan Scott)‏ هو منافس ألعاب قوى بريطاني، ولد في 22 فبراير 1987.

## وصلات خارجية
- ريان سكوت على موقع الاتحاد الدولي لألعاب القوى (الإنجليزية)
- ريان سكوت على موقع اتحاد ألعاب الكومنولث (مؤرشف) (الإنجليزية)